# Kručinka německá
Kručinka německá (Genista germanica) je polokeř z čeledi bobovité.

## Popis
Polokeř 5–60 cm vysoký s poléhavým kmínkem. Kmínek je lysý či kratičce plstnatý a trnitý. Borka je zabarvena do hněda. Trny jsou jednoduché i větvené, 1–2 cm dlouhé, vytrvalé. Zpočátku mají zelené zbarvení, později přecházejí do hněda. Přímé Letorosty jsou četné, podélně žebernaté, bez trnů a většinou chlupaté. Postranní kořeny jsou vyvinuty silněji než kořen hlavní, který je oproti nim poměrně krátký.
Oválné šedozelené listy jsou střídavé, kratičce řapíkaté nebo přisedlé, 0,8–2 cm dlouhé a na vrcholu zašpičatělé. List je na líci lysý a na rubu odstále chlupatý. Sytě žluté květy vyrůstají na koncích letorostů ve vzpřímených hroznech. Květní kalich je odstále chlupatý a rozdělený na dva pysky. Koruna květu s vejčitou lysou pavézou, lysými křídly a dlouhým lysým člunkem je na první pohled dobře poznatelná. Kručinka německá kvete v květnu až červnu, poněkud dříve než kručinka barvířská.
Plodem je hnědý podlouhlý lusk, dlouze chlupatý a lesklý. Na jeho vrcholu se nachází dlouho vytrvávající čnělka. Běžně v něm dozrává 1–5 zploštělých, lesklých hnědých semen. Semena obsahují alkaloid cytisin – jsou jedovatá.

## Rozšíření a ekologie
Najdeme ji na převážně lehkých a zpravidla kyselých půdách. Vyskytuje se ve společenstvech světlých doubrav, na okraji borových lesů, také na pastvinách a vřesovištích.
Kručinka německá má areál evropský. Daří se jí téměř na celém území ČR, a to od nížin po podhůří, kde se vyskytuje jen vzácně. Chybí v alpské oblasti; blízko mořského pobřeží ji nalezneme jen zřídka. Oblasti výskytu jsou vždy chudé na vápno a většinou suché.

## Význam
Léčivé účinky jsou podobné jako u kručinky barvířské. Sbírá se převážně nať, a to na léčbu močových kamenů nebo infekcí močových cest či zvýšení nízkého krevního tlaku.

## Podobné druhy
- Kručinka barvířská (Genista tinctoria L.)